# Toffifee
Toffifee (känt som Toffifay i USA) är en godsak tillverkad av August Storck. Toffifee, som först lanserades 1973 i Tyskland, består av en hasselnöt i kola, omgiven av nougatkräm och toppad med mörk choklad. Toffifee säljs vanligen i askar om 15 styck. Kan även köpas i större askar med 48 bitar i. I juletid kan man köpa storpack med tre förpackningar förklädda till en ren eller en tomte. Storck har nyligen [Sen när??] uppdaterat sina förpackningar till en ljusare brun nyans med en mörkare bild på framsidan.